# Enrique Villegas Echiburú
Enrique Villegas Echiburú (Copiapó, 1874-Santiago, 29 de julio de 1934) fue político y abogado chileno.

## Biografía
Sus padres fueron el empresario, minero y político Enrique Villegas Encalada y Filomena Echiburú. Hizo sus estudios en el Colegio Inglés de Mr. Radford, en Santiago, para luego cursar Leyes en la Universidad de Chile, obteniendo su diploma profesional en 1896.
Se dedicó a su profesión, preferentemente atendiendo a la minería y a la región del salitre, en defensa de cuantiosos intereses.

## Labor parlamentaria
Militante del Partido Liberal Democrático, seguidor de los ideales de José Manuel Balmaceda, fue elegido Diputado por la agrupación departamental de Copiapó, Vallenar, Chañaral y Freirina en tres períodos consecutivos (1900-1909); dos períodos por Antofagasta, Taltal y Tocopilla (1909-1915) y un período por la agrupación separada de Taltal y Tocopilla (1915-1918). Integró las Comisiones permanentes de: Educación y Beneficencia; Obras Públicas; Industria; Policía Interior; y Relaciones Exteriores y Colonización.
Vicepresidente de la Cámara de Diputados (1907). Su actuación en la Cámara fue notable, abogó por la región nortina y a él se deben diferentes obras, como el embalse de la Laguna de Huasco, la ley que expropió por parte del fisco el ferrocarril de Copiapó a Vallenar, la construcción de la red ferroviaria de Pueblo Hundido a Inca y de Inca a Puquios.

## Labor ministerial
Ocupó también cargos ministeriales, primer en la cartera de Justicia e Instrucción Pública (1912-1913), en Relaciones Exteriores (1913-1914), subrogó el Ministro de Industrias, Obras Públicas y Ferrocarriles (1915). Durante sus años de canciller, dirigió las negociaciones exteriores de la deuda externa, con mucha suerte diplomática.
Ministro plenipotenciario en Italia (1918) y embajador en Italia (1924) e Inglaterra (1930). Se preocupó del desarrollo del comercio y el intercambio de sus productos, para lo que creó la línea de navegación entre Austria y Chile, que abrió el intercambio comercial con Europa. Obtuvo diversas condecoraciones de gobiernos extranjeros.
| Predecesor: Ángel Guarello Costa               | Ministro de Justicia e Instrucción Pública 1912 - 1913                                           | Sucesor: Augusto Orrego Luco  |
| Predecesor: Renato Sánchez García de la Huerta | Ministro de Relaciones Exteriores 1913 - 1914                                                    | Sucesor: Alejandro Lira Lira  |
| Predecesor: Roberto Guzmán Montt               | Ministro de Industria, Obras Públicas y Ferrocarriles 21 de septiembre - 23 de diciembre de 1915 | Sucesor: Roberto Guzmán Montt |